# Gab Weis
Gabriel ("Gab") Weis (Steinfort, 5 oktober 1926 – Luxemburg, 14 oktober 1994) was een Luxemburgse stripauteur, cartoonist en schilder.
Samen met Pe'l Schlechter en Félix Mersch wordt hij gerekend als een van de eerste Luxemburgse striptekenaars.

## Levensloop
Weis volgde basisonderwijs in Steinfort en van 1939 tot 1944 secundair onderwijs in Luxemburg. Na de Tweede Wereldoorlog werd hij gearresteerd wegens zijn lidmaatschap van de Hitlerjugend. Weis zat vanaf december 1944 in twee werkkampen bij Esch-Belval en Fouhren, waar hij mee overblijfselen van overleden soldaten opruimde. In december 1945 werd hij vrijgesproken door een jeugdrechter. Van 1946 tot 1948 vervulde hij zijn dienstplicht in een kazerne bij Bitburg. Van 1948 tot eind de jaren 1950 hielp hij onder leiding van architect Pierre Grach mee met het herbouwen van openbare gebouwen in het noorden van Luxemburg die verwoest werden tijdens het Ardennenoffensief.
Vanaf 1945 tekende Weis verscheidene strips, cartoons, illustraties en bouwtekeningen voor onder andere de kranten Luxemburger Wort en d'Lëtzebuerger Land, de almanakken Luxemburger Bauernkalender en Luxemburger Marienkalender en de tijdschriften Les Cahiers luxembourgeois, An der Ucht, Das Familienblatt en Benny a Jenny (later Zack). Hij tekende ook vanaf 1946 in Revue. Daar verscheen van 1952 tot 1972 Weis' strip Mil. In 1972 stopte Weis met het tekenen van strips en richtte zich volledig op het schilderen. Hij organiseerde vervolgens van 1982 tot 1993 verscheidene tentoonstellingen, waar hij voornamelijk aquarellen exposeerde.

## Trivia
- In totaal tekende Weis ruwweg genoeg stripverhalen om zo'n 30 albums van 48 pagina's te vullen. Deze verschenen echter niet in albumvorm, maar enkel in tijdschriften of kranten.